# Référendum lituanien de novembre 1996
 (signalé en août 2025).
Si vous disposez d'ouvrages ou d'articles de référence ou si vous connaissez des sites web de qualité traitant du thème abordé ici, merci de compléter l'article en donnant les références utiles à sa vérifiabilité et en les liant à la section « Notes et références ».
- Archive Wikiwix
- Bing
- Cairn
- DuckDuckGo
- E. Universalis
- Gallica
- Google
- G. Books
- G. News
- G. Scholar
- Persée
- Qwant
- (zh) Baidu
- (ru) Yandex
- (wd) trouver des œuvres sur Wikidata

Le référendum lituanien de 1996 est un référendum ayant eu lieu le 10 novembre 1996 en Lituanie. Il vise à permettre aux citoyens européens d'acquérir des biens fonciers. Il a eu une participation de 39,7 %. Il a été approuvé par 52 % des votants, soit 21 % des inscrits, mais le quorum pour valider le vote était de 50 % des inscrits et le référendum fut donc rejeté.